# Sevrage (toxicologie)
Pour les articles homonymes, voir sevrage.
 Mise en garde médicale
Le sevrage fait référence à diverses sortes de privation de substances ou comportements addictifs. Le mot est aussi communément utilisé pour décrire ses effets, à savoir les « symptômes du manque » induits par un arrêt brutal (ou parfois progressif) de la consommation de drogues ou autres substances addictives (alcool, tabac, médicaments, ou de comportements addictifs (dépendance au smartphone, aux réseaux sociaux…) ; où entre deux utilisations il se produit alors une période de manque (surtout avec des substances à demi-vie courte).
Chez le nouveau-né dont la mère prenait des substances, le sevrage causé par la naissance peut entraîner le syndrome d'abstinence néonatale.
Le sevrage peut aussi apparaître lors de la substitution d'un traitement médicamenteux par un autre traitement, que le nouveau traitement relève de la même classe ou d'une classe différente.
Avant de faire l'expérience du syndrome de sevrage, un individu développe, en premier lieu, une dépendance (ou répercussion) physique et / ou mentale (dépendance chimique). Cela survient lors de prises substantielles durant une période plus ou moins longue, et dont les doses ingérées dépendent. Ce trouble est caractérisé par un certain nombre de symptômes neurologiques centraux et périphériques, neuropsychiques, neurovégétatifs et métaboliques.
Cet arrêt peut se traduire par un « effet rebond » (augmentation des symptômes déjà présents avant la dépendance). De plus, les symptômes observés pendant le syndrome de sevrage sont souvent opposés à ceux observés en cas d'intoxication avec la substance. L'intensité du syndrome de sevrage est généralement lié à la durée et au degré d'addiction.
Plus l'arrêt est franc (cold turkey (en)), plus les symptômes de sevrage en termes de sévérité et fréquence sont importants.

## Tabac
Le sevrage tabagique dure de quelques jours à quelques semaines. Le sevrage de la nicotine dure environ 15 jours à 3 semaines, en fonction des individus, ses symptômes éventuels les plus fréquents sont les troubles du sommeil (insomnie, sommeil agité), l'irritabilité, l'anxiété, les humeurs dépressives, l'hyperactivité et l'augmentation de l'appétit.

## Alcool
Le sevrage alcoolique (de l'alcoolodépendance) dure environ sept jours. Ses symptômes les plus aigus surviennent généralement de six à douze heures après la dernière prise d'alcool. Ils consistent, au niveau physique, en une hyperactivité sympathique, une augmentation de la transpiration, de la tachycardie, des trémulations (tremblement des extrémités), parfois des nausées ou des vomissements, une déshydratation, des malaises, de l'hypertension artérielle. Parfois il s'accompagne d'une crise comitiale (épilepsie), d'hallucinations visuelles, tactiles ou auditives, c'est le delirium tremens dans sa forme la plus sévère. En l'absence de soins appropriés, le syndrome de sevrage alcoolique peut entraîner le décès de la personne alcoolo-dépendante.
Au niveau psychique, il s'accompagne d'anxiété, d'insomnies, de pensées obsédantes autour du produit et d'un état dépressif.

## Traitement psychotrope

### Benzodiazépines
La dépendance peut apparaître après un traitement aux benzodiazépines poursuivi plusieurs semaines. Après un délai d'un à dix jours après la dernière prise, le sevrage est acquis, la durée et l'intensité varient en fonction de la molécule concernée.
Les symptômes du sevrage sont une anxiété, de l'irritabilité, des troubles du sommeil, des douleurs diffuses, des troubles sensoriels et digestifs. La tension artérielle peut subir une hypotension orthostatique. Dans ses formes les plus sévères, le sevrage s'accompagne de délire psychotique, de convulsions, d'hallucinations et de malaise avec perte possible de connaissance (crise comitiale).
Le syndrome prolongé de sevrage aux benzodiazépines se produit chez 10 à 15 % des patients, les manifestations de sevrage ne disparaissent qu’après plusieurs mois, voire plusieurs années (jusqu'à 10 ans),. La raison n'est pas encore claire. Les neurotoxiques seraient stockés dans les corps gras du corps humain, en particulier dans le cerveau[source insuffisante].
L'origine génétique des troubles prolongés dus au sevrage aux benzodiazépines aurait été découverte par Oregon Health & Science University. Les principaux symptômes de sevrage de longue durée sont l’angoisse, l’insomnie, la dépression, divers symptômes sensoriels et moteurs, des troubles gastro-intestinaux, ainsi que des troubles de la mémoire et des troubles cognitifs. Les professeurs Heather Ashton, Malcolm Lader, Peter Breggin et David Cohen travaillent sur ce syndrome. Le syndrome prolongé de sevrage aux benzodiazépines est un état iatrogène.
Le syndrome de sevrage des benzodiazépines est responsable de 80 à 95 % des reprises du traitement,.

### Antidépresseurs
L'arrêt d'un traitement antidépresseur pris au long cours peut provoquer un syndrome de « discontinuation » aussi appelé syndrome de sevrage. On peut également citer le syndrome prolongé de sevrage qui peut apparaître à long terme.

## Stimulants

### Cocaïne, amphétamines et cathinones
Le sevrage de la cocaïne, des amphétamines ou des cathinones dure quelques jours après l'arrêt des substances mais peuvent persister jusqu'à dix semaines après. À noter qu'après une prise répétée et importante sur une plus ou moins longue durée, les symptômes du sevrage peuvent toujours se faire ressentir même après plusieurs mois selon la sensibilité du sujet. Les effets principaux des amphétamines, la MDMA notamment, sont la sur-production de sérotonine principalement ce qui à terme peut endommager les neurotransmetteurs et ainsi le sujet voit sa quantité de sérotonine beaucoup plus basse que la normale, et ceci restera même après la période de sevrage.
Les symptômes sont un état de malaise et un sentiment négatif général (dysphorie), une immense fatigue généralisée (asthénie), une incapacité à éprouver de la joie (anhédonie), des troubles du sommeil comme le somnambulisme ou le fait de parler en dormant (dyssomnie), des troubles de l'appétit et un état dépressif.

### Caféine
Le sevrage de la caféine dure de deux à trois jours après l'arrêt avec une persistance des symptômes pouvant aller jusqu'à plusieurs semaines. Ces derniers consistent en une irritabilité, de très forts maux de tête, la bradycardie, un état dépressif et une nette diminution des performances cérébrales due au faible taux de dopamine.

## Opiacés
Les effets du sevrage aux opiacés comme l'héroïne, commencent à se faire sentir entre six et douze heures après la dernière prise et disparaissent en une semaine. Pour les produits de substitution (méthadone, buprénorphine), les symptômes sont décalés dans le temps et plus longs.
Physiquement, de l'agitation, des lombalgies, une sensibilité accrue à la douleur (hyperalgésie), des larmoiements, une rhinorrhée, une augmentation de la transpiration, l'accélération du transit intestinal avec diarrhée et parfois vomissements, de la tachycardie, de l'hypertension et une dilatation anormale des pupilles (mydriase) peuvent être perçus. Les effets sur le psychique incluant anxiété, irritabilité, pensées obsédantes autour du produit, des troubles du sommeil et/ou un état dépressif. Sueurs froides, bouffées de chaleur, changements de température, incapacité de se sentir à l'aise dans son corps. Le sevrage brutal (cold turkey) dure de cinq à 15 jours, en fonction de la dose pour l'héroïne, l'oxycodone, l'hydromorphone et la morphine. Pour ce qui est de la méthadone, en cas de sevrage du jour au lendemain, les effets de sevrage peuvent durer jusqu’à deux mois.
Un syndrome de sevrage peut également se voir chez les nouveau-nés d'une mère toxicomane.

## Cannabis
Il n'y a actuellement pas de consensus scientifique général sur l'existence d'un sevrage lié à la consommation de cannabis. En revanche on remarque chez les sujets souffrant d'effets indésirables liés à l'arrêt de l'utilisation de la substance une corrélation positive entre la sévérité des symptômes ressentis et la fréquence de consommation du sujet. Les principaux symptômes du sevrage sont les troubles du sommeil, de l'appétit et de l'humeur. En France, il n'existe aucun médicament validé pour gérer le manque et aider au maintien de l'abstinence[réf. nécessaire], bien que l'acétylcystéine montre une « effacité modeste » dans la gestion des symptômes de manque. Il n'existe pas non plus de traitement de substitution. Les thérapies cognitives et comportementales ont démontré leur efficacité dans le traitement du sevrage au cannabis et se basent notamment sur l'analyse des situations à risque et l'entretien motivationnel.